# Great Barton
Great Barton är en by och en civil parish i distriktet West Suffolk i Suffolk i England. Orten har 2 085 invånare (2001). Den har en kyrka.